# بابایوو (شهرستان میشکینسکی، باشقیرستان)
بابایوو (انگلیسی: Babayevo, Mishkinsky District, Republic of Bashkortostan) یک شهرک در شهرستان میشکینسکی استان باشقیرستان کشور روسیه است.